# Esgrima nos Jogos Sul-Americanos de 2018
As competições de esgrima nos Jogos Sul-Americanos de 2018 ocorreram entre 27 de maio e 1º de junho em um total de 12 eventos. As competições aconteceram no Pavilhão FEICOBOL, localizado em Cochabamba, Bolívia.

## Calendário
| Maio / Junho | 26 | 27 | 28 | 29 | 30 | 31 | 1 | 2 | 3 | 4 | 5 | 6 | 7 | 8 |
| ------------ | -- | -- | -- | -- | -- | -- | - | - | - | - | - | - | - | - |
| Esgrima      |    | 2  | 2  | 2  | 2  | 2  | 2 |   |   |   |   |   |   |   |

|  | Dia de competição |  | Dia de final |

## Medalhistas

### Masculino
| Evento                       | Ouro                                                                           | Prata                                                                              | Bronze                                                                |
| ---------------------------- | ------------------------------------------------------------------------------ | ---------------------------------------------------------------------------------- | --------------------------------------------------------------------- |
| Espada individual detalhes   | Rubén Limardo VEN Venezuela                                                    | Athos Schwantes BRA Brasil                                                         | Jhon Édison Rodríguez COL Colômbia José Félix Domínguez ARG Argentina |
| Florete individual detalhes  | Guilherme Toldo BRA Brasil                                                     | Antonio Leal VEN Venezuela                                                         | Felipe Alvear CHI Chile Dimitri Clairet COL Colômbia                  |
| Sabre individual detalhes    | Eliécer Romero VEN Venezuela                                                   | Pascual Di Tella ARG Argentina                                                     | Stefano Lucchetti ARG Argentina José Félix Quintero VEN Venezuela     |
| Espada por equipes detalhes  | Francisco Limardo Gabriel Lugo Jesús Limardo Rubén Limardo VEN Venezuela       | Agustín Gusmán Alessandro Taccani Jesús Lugones José Félix Domínguez ARG Argentina | Gustavo Coqueco Hernando Roa Jhon Édison Rodríguez COL Colômbia       |
| Florete por equipes detalhes | Guilherme Toldo Heitor Shimbo Henrique Marques BRA Brasil                      | Felipe Alvear Gustavo Alarcón Rubén Silva CHI Chile                                | Antonio Leal César Aguirre Johan Mora Víctor León VEN Venezuela       |
| Sabre por equipes detalhes   | Martín Lora Pascual Di Tella Pietro Di Martino Stefano Lucchetti ARG Argentina | Abraham Rodríguez Eliécer Romero José Félix Quintero Sergio Ramírez VEN Venezuela  | Luis Correa Pablo Tróchez Sebastián Cuellar COL Colômbia              |

### Feminino
| Evento                       | Ouro                                                                            | Prata                                                                      | Bronze                                                                 |
| ---------------------------- | ------------------------------------------------------------------------------- | -------------------------------------------------------------------------- | ---------------------------------------------------------------------- |
| Espada individual detalhes   | Clara Di Tella ARG Argentina                                                    | Amanda Simeão BRA Brasil                                                   | María Martínez VEN Venezuela Eliana Lugo VEN Venezuela                 |
| Florete individual detalhes  | Saskia van Erven García COL Colômbia                                            | Arantza Inostroza CHI Chile                                                | Ana Beatriz Bulcão BRA Brasil Flavia Mormandi ARG Argentina            |
| Sabre individual detalhes    | María Belén Pérez Maurice ARG Argentina                                         | Eileen Grench PAN Panamá                                                   | Jessica Morales COL Colômbia Shia Rodríguez VEN Venezuela              |
| Espada por equipes detalhes  | Eliana Lugo Lizze Asis María Martínez Patrizia Piovezan VEN Venezuela           | Clara Di Tella Josefina Méndez Stefania Urania ARG Argentina               | Analía Fernández Ignacia Cifuentes Macarena Hultazo CHI Chile          |
| Florete por equipes detalhes | Ana Beatriz Bulcão Gabriela Cecchini Mariana Pistoia BRA Brasil                 | Juliana Pineda Laura Guerra Saskia van Erven García COL Colômbia           | Agustina Macri Flavia Mormandi Lucía Ondarts María Terni ARG Argentina |
| Sabre por equipes detalhes   | Jornely Velásquez Luismar Banezca Milagros Pastrán Shia Rodríguez VEN Venezuela | María Perroni María Belén Pérez Maurice María Macarena Morán ARG Argentina | Jessica Morales Linda Klimavicius Linda González COL Colômbia          |

## Quadro de medalhas
| Ordem | País          | Medalha de ouro | Medalha de prata | Medalha de bronze | Total | Ordem por total |
| ----- | ------------- | --------------- | ---------------- | ----------------- | ----- | --------------- |
| 1     | VEN Venezuela | 5               | 2                | 5                 | 12    | 1               |
| 2     | ARG Argentina | 3               | 4                | 4                 | 11    | 2               |
| 3     | BRA Brasil    | 3               | 2                | 1                 | 6     | 4               |
| 4     | COL Colômbia  | 1               | 1                | 6                 | 8     | 3               |
| 5     | CHI Chile     |                 | 2                | 2                 | 4     | 5               |
| 6     | PAN Panamá    |                 | 1                |                   | 1     | 6               |
| TOTAL | TOTAL         | 12              | 12               | 18                | 42    | —               |